# SMS Brandenburg
SMS Brandenburg – niemiecki pancernik (przeddrednot) będący w służbie Kaiserliche Marine w latach 1893 - 1919, główny okręt typu Brandenburg.
SMS "Brandenburg" został zbudowany w latach 1890 - 1893 w stoczni AG Vulcan w Szczecinie jako pierwszy pełnomorski pancernik floty niemieckiej, za cenę 15 832 000 marek. W 1899 roku, podobnie jak pozostałe okręty typu, przeklasyfikowano go na okręt liniowy.
W 1900 roku, razem z bliźniaczymi pancernikami, SMS "Brandenburg" został wysłany (w składzie 1. Dywizjonu) na wody chińskie, jako eskorta wojsk interwencyjnych wysłanych przez mocarstwa kolonialne celem stłumienia powstania bokserów. W związku z tym okręty zostały wyposażone, po raz pierwszy w Kaiserliche Marine, w urządzenia radiotelegraficzne. Po powrocie z Dalekiego Wschodu pancernik został poddany modernizacji w stoczni Kaiserliche Werft w Wilhelmshaven.
Po wybuchu I wojny światowej SMS "Brandenburg" został przekształcony w okręt obrony wybrzeża. Od 1916 roku, po rozbrojeniu, służył jako hulk mieszkalny i wytwórnia wody destylowanej, stacjonujący w Lipawie. Pod koniec wojny został przebazowany do Gdańska. Planowano przebudować go na okręt-cel, ale w związku z kapitulacją Niemiec do przebudowy nie doszło. SMS "Brandenburg" został skreślony z listy floty 13 maja 1919 roku i sprzedany na złom firmie Norddeutsche Tiefbauges z Berlina. Złomowano go w 1920 roku.